# Rodica Arba
Rodica Arba z domu Pușcatu (ur. 5 maja 1962 w Petricani) – rumuńska wioślarka, czterokrotna medalistka olimpijska i wielokrotna medalistka mistrzostw świata. Jedna z najbardziej utytułowanych wioślarek w historii.

## Kariera
Wystąpiła na igrzyskach olimpijskich w Moskwie w 1980, gdzie osada Rumunii w składzie: Angelica Aposteanu, Marlena Predescu-Zagoni, Rodica Frîntu, Florica Bucur, Rodica Arba-Pușcatu, Ana Iliuță, Maria Constantinescu, Elena Bondar i Elena Dobrițoiu (sternik) zdobyła brązowy medal w ósemkach. W wyścigu finałowym uplasowały się o 2,31 sekundy za osadą NRD i o 1,34 sekundy za osadą ZSRR. Na rozgrywanych cztery lata później igrzyskach olimpijskich w Los Angeles wspólnie z Eleną Horvat wywalczyła złoty medal w dwójkach bez sternika. Rumunki o 3,46 sekundy wyprzedziły Kanadyjki i o 7,90 sekundy reprezentantki RFN. Brała także udział w igrzyskach olimpijskich w Seulu w 1988, gdzie zdobyła dwa medale. Najpierw razem z Olgą Homeghi obroniła tytuł mistrzowski w dwójkach bez sternika. Tym razem Rumunki o 3,82 sekundy pokonały Bułgarki i o 7,55 sekundy Nowozelandki. Następnie Doina Bălan, Mărioara Trașcă, Veronica Necula, Herta Anitaș, Adriana Bazon, Mihaela Armășescu, Rodica Arba, Olga Homeghi-Bularda i Ecaterina Oancia (sternik) zajęły drugie miejsce w ósemkach. W finale o 2,27 sekundy przegrały z osadą NRD, a o 4,39 sekundy wyprzedziły osadę Chin.
W dwójkach bez sternika zdobywała także złoto na mistrzostwach świata w Hazewinkel (1985), mistrzostwach świata w Nottingham (1986) i mistrzostwach świata w Kopenhadze (1987), srebro na mistrzostwach świata w Duisburgu (1983) i brąz na mistrzostwach świata w Monachium (1981). W latach 1981-1984 partnerowała jej Elena Horvat, a w latach 1985-1987 Olga Homeghi. W międzyczasie zdobyła również brązowy medal w czwórkach ze sternikiem na mistrzostwach świata w Lucernie (1982). Ponadto razem z Valentiną Virlan, Marioarą Trașcą, Livią Țicanu, Adrianą Chelariu (Bazon), Veronicą Neculą, Olgą Homeghi, Lucią Toader i Ecateriną Oancią zwyciężyła w ósemkach na mistrzostwach świata w Kopenhadze (1987). 
Po zakończeniu kariery pracowała w rumuńskiej straży granicznej. W 2015 jej jedyne dziecko, syn Iulian Arba zmarł w wyniku porażenia prądem.